# Kati Maju
Kati Maju is een bestuurslaag in het regentschap Aceh Tenggara van de provincie Atjeh, Indonesië. Kati Maju telt 131 inwoners (volkstelling 2010).